# Новруз Азімов
Новруз Ширин огли Азімов (азерб. Novruz Əzimov; нар. 19 березня 1960, Алігулу, Лачинський район, Азербайджанська РСР) — радянський і азербайджанський футболіст, виступав на позиції захисник, футбольний тренер.

## Кар'єра гравця
Народився в селі Алігулу Лачинського району, але виріс у селищі Мехдіабад. Футбольну кар'єру розпочав у скромному нижчоліговому клубі «Бадамли» (Нахічевань), який згодом змінив назву на «Араз». У 1982 році перейшов до найсильнішої команди республіки, «Нефтчі». У футболці бакинського клубу дебютував 20 лютого 1982 року в нічийному (2:2) домашньому поєдинку зонального етапу кубку СРСР проти волгоградського «Ротора». Новруз вийшов на поле в стартовому складі та відіграв увесь матч. У Вищій лізі СРСР дебютував 26 березня 1982 року в нічийному (0:0) виїзному поєдинку 1-го туру проти донецького «Шахтаря». Азімов вийшов на поле в стартовому складі та відіграв увесь матч. Загалом в еліті радянського футболу протягом сезону виходив на поле в 12-ти поєдинках. У 1983 році опинився в «Араз-Нахічевані». Наступного року перейшов у «СКА-Карпати». У футболці львів'ян дебютував 17 квітня 1984 року в переможному (1:0) домашньому поєдинку 3-го туру Першої ліги СРСР проти ворошиловградської «Зорі». Новруз вийшов на поле на 81-ій хвилині, замінивши Юрія Дубровного. У сезоні 1984 року зіграв 23 матчі в Першій лізі СРСР. Наступного року повернувся в «Нефтчі», де виступав до 1989 року. Сезон 1990 року провів у «Геязані» (Казах) та «Кяпазі». У 1991 році повернувся до «Нефтчі», в складі якого наступного року взяв участь у розіграші першого в історії незалежного Азербайджану чемпіонату країни. Загалом у футболці «Нефтчі» зіграв 146 матчів та відзначився 5-ма голами.
У березні 1992 року добровольцем пішов на фронт. 2 або 3 травня прибув до Баку. У день взяття Шуші, 8 травня 1992 року, у першому турі першого національного чемпіонату проти сумгаїтського «Хазара» одягнув футболку «Нефтчі» (Баку). Наступного дня поїхав до Лачина на власному автомобілі. На той час він воював у 811-му Лачинському полку під командуванням Аріфа Пашаєва. У 1993 році відновив кар'єру футболіста, виступав за «Кяпаз». Наприкінці кар'єри виїхав до Росії, де виступав за нижчолігові клуби «Динамо» (Ставрополь) та «Факел» (Воронеж).

## Кар'єра тренера
У 1997 році став граючим тренером «Кяпазу». Одночасно з цим працював начальником оперативного управління на залізничному транспорті та в поліції Гянджі.
На посаді головного тренера розпочав кар'єру в бакинському «Олімпіку». Після відставки Олександра Старкова зумів привести команду до перемоги у кубку Азербайджану 2011/12. Однак після того, як Баку влітку 2012 року перестав виступати в Лізі Європи, подав у відставку з посади головного тренера й був призначений спортивним директором клубу.

## Досягнення

### Як футболіста
- Чемпіонат СРСР серед військовослужбовців
  -  Срібний призер (1): 1984

- Кубок Федерації футболу СРСР
  -  Фіналіст (1): 1988

- Прем'єр-ліга Азербайджану
  -  Чемпіон (2): 1992, 1994/95
  -  Бронзовий призер (1): 1996/97

- Кубок Азербайджану
  -  Володар (1): 1993/94

### Як тренера
- Прем'єр-ліга Азербайджану
  -  Чемпіон (1): 1998/99 (тренер)
  -  Срібний призер (1): 1997/98 (тренер)

- Кубок Азербайджану
  -  Володар (2): 1998/99 (тренер), 2011/12 (головний тренер)